# 江昶榮
江昶榮（1841年—1895年），原名上蓉，字樹君，號春舫、又号秋舫，高屏六堆客家人。清領時期生於福建省臺灣府鳳山縣（今屬屏東縣內埔鄉竹圍村），清朝政治人物、同進士出身。諡號誠睿兼謹。
光緒九年（1883年），参加癸未科殿試，登進士三甲137名。同年五月，著交吏部掣签分發各省，以四川即用知縣任用。
唯赴川途中遇中法戰爭受阻，以致延遲赴任，開罪於朝廷，被朝廷罷職而賦歸。歸鄉後任教於後堆（今內埔鄉）昌黎祠。
民國六十年（1971年）一月，六堆鄉民有感於江昶榮對地方之奉獻，於西勢忠義亭（今六堆忠義亭）建碑紀念。

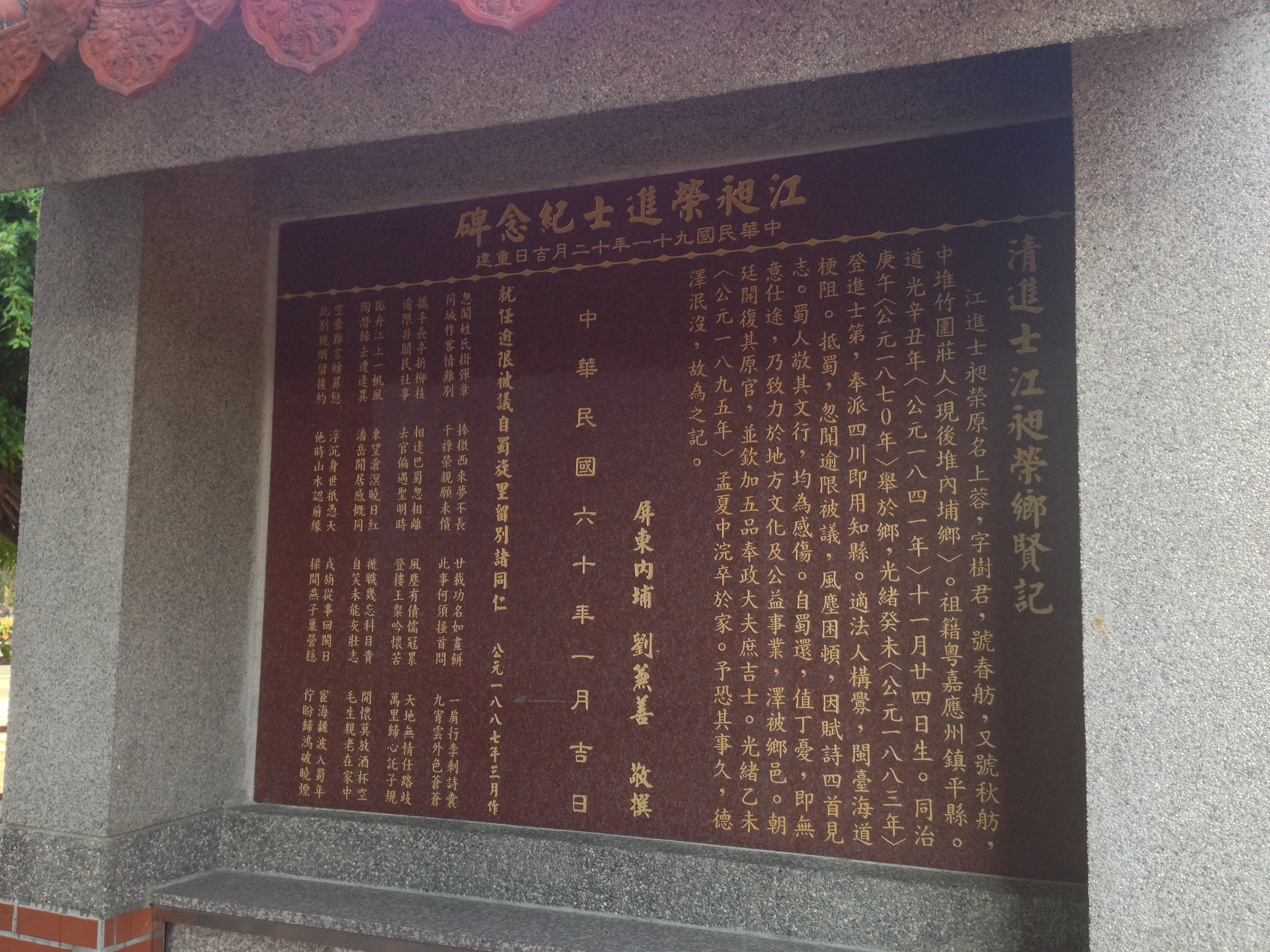
六堆忠義亭江昶榮紀念碑